# Bingcao
Bingcao (chinesisch 兵曹鄉 / 兵曹乡, Pinyin Bīngcáo Xiāng) ist eine ländliche Gemeinde im Norden der kreisfreien Stadt Shenzhou, bezirksfreie Stadt Hengshui, in der chinesischen Provinz Hebei. Sie hat eine Fläche von 62 km², am 1. November 2020 lebten dort 24.356 Menschen.
Bingcao ist das Zentrum des Obstanbaus von Shenzhou, auf 2400 ha werden vor allem Pfirsiche, aber auch Äpfel und Birnen angebaut und zum großen Teil vor Ort zu Kompott etc. verarbeitet.
Der Raumfahrer Cai Xuzhe wurde 1976 im Dorf Caizhang (蔡张村) geboren, damals Sitz der Produktionsbrigade Dorf Zhang (张村大队) der Volkskommune Shuangjing.

## Geschichte
Rund um Shenzhou wurden seit der  Westlichen Han-Dynastie (206 v. Chr. – 9 n. Chr.) Pfirsiche angebaut. 195 v. Chr. wurde dort der Kreis Tao (桃县, also „Pfirsich“) als erbliches „Fürstentum Pfirsich“ (桃侯国) eingerichtet, mit dem Liu Xiang (刘襄, eigentlich Xiang Xiang bzw. 项襄, gest. 170 v. Chr.) für seine Verdienste während der Machtergreifung des Liu-Clans belehnt wurde. Das Fürstentum wurde 112 v. Chr. im Zuge einer Stärkung der Zentralregierung wieder aufgelöst, die Pfirsiche hatten zu diesem Zeitpunkt jedoch bereits eine große Bekanntheit erlangt. Im Jahr 25 n. Chr., zu Beginn der Östlichen Han-Dynastie, verlieh Kaiser Liu Xiu den Pfirsichen die Bezeichnung „Honigpfirsich“ (蜜桃). Die örtlichen Landwirte hatten das Privileg, sie als Tributgabe nach Luoyang an den Kaiserhof zu liefern – das Äquivalent der europäischen Hoflieferanten – womit der Markenname etabliert war.
Der Zuckergehalt heutiger Züchtungen beträgt bei den frischen Früchten mindestens 18 %.
In der Ming-Dynastie (1368–1644) begann man, immer größere Flächen mit Honigpfirsichen zu bepflanzen, bis Mitte des 19. Jahrhunderts eine Zahl von mehr als 100.000 Bäumen erreicht war.
Zu diesem Zeitpunkt gab es im heutigen Gemeindegebiet nur einzelne Dörfer der Präfektur, ab 1913 des Kreises Shen, die jedoch nicht arm waren. So existierte zum Beispiel in Shaofu seit 1701 eine bäuerliche Theatergruppe, die Episoden aus dem Roman „Die Reise nach Westen“ aufführte.
Nach der Gründung der Volksrepublik China wurden 1953 zunächst die Gemeinden Xiwu, Guojiazhuang und Shaofu gegründet, die 1956 zur Gemeinde Bingcao vereinigt wurden. 1958 wurde im Zuge des Großen Sprungs nach vorn die Volkskommune Tangfeng (唐奉公社) gegründet, mit Hauptverwaltung in der gleichnamigen Gemeinde (heute Sitz der Stadtregierung von Shenzhou). 1961 wurde Bingcao als eigene Volkskommune aus Tangfeng ausgegliedert. 1984 wurde die Volkskommune Bingcao (兵曹公社) im Zuge der Reform- und Öffnungspolitik aufgelöst und wieder in eine Gemeinde umgewandelt. 1996 wurde die Gemeinde Bingcao mit der Gemeinde Shuangjing, der ehemaligen Volkskommune Shuangjing (双井公社), vereinigt. Als Name der neuen Verwaltungseinheit wurde „Bingcao“ übernommen; Shuangjing wurde zum Verwaltungsdorf herabgestuft.

## Administrative Gliederung
Die Gemeinde Bingcao setzt sich aus 19 Verwaltungsdörfern zusammen. Diese sind:
| Dorf Beidou (北斗村); Dorf Bingcao (兵曹村); Dorf Dajia (大贾村); Dorf Dongwu (东午村); Dorf Guojiazhuang (郭家庄村); Dorf Haoliuzhuang (郝刘庄村); Dorf Lizhuang (李庄村); Dorf Maguantun (马官屯村); Dorf Posuoying (婆娑营村); Dorf Pule (普乐村); | Dorf Qiaoliuxinzhuang (乔刘辛庄村); Dorf Shang (尚村); Dorf Shaofu (邵甫村), Sitz der Gemeinderegierung; Dorf Shijia (史家村); Dorf Shiyin (师尹村); Dorf Shuangjing (双井村); Dorf Sitou (寺头村); Dorf Xiwu (西午村); Dorf Zhang (张村). |

## Bildung
Im Jahr 2011 gab es in den Dörfern der Gemeinde Bingcao 10 Kindergärten, in denen 47 Erzieherinnen und Erzieher 902 Kinder betreuten. 1221 Kinder besuchten 12 sechsjährige Grundschulen mit insgesamt 113 Lehrern. Außerdem gab es im Dorf Bingcao und im Dorf Zhang noch jeweils ein Gymnasium mit einer dreijährigen Unterstufe und insgesamt 39 Lehrern, die von zusammen 132 Schülern besucht wurden. Damit hatten alle Kinder der Gemeinde eine neunjährige Schulbildung.